# Nigel Farage
Nigel Paul Farage (født 3. april 1964 i Farnborough, England) er en britisk politiker og tv-vært, som har været medlem af Underhuset (MP) i Storbritannien for valgkredsen Clacton og leder af partiet Reform UK (tidligere kendt som Brexit party) siden 2024. Han var også leder af partiet fra 2019 til 2021, da det hed Brexit Party. Fra 2006 til 2009 til fra 2010 til 2016 var han leder af UK Independence Party (UKIP). Farage var medlem af Europa-Parlamentet (MEP) for Sydøstengland fra 1999 til Storbritanniens udtræden af EU i 2020.

## Aktivitet efter Folkeafstemningen om Storbritanniens EU-medlemskab i 2016
Efter Folkeafstemningen om Storbritanniens EU-medlemskab 2016 meddelte han, at han ville træde tilbage som leder af UKIP. Farage fortsatte som medlem af UK Independence Party indtil 4. december 2018, hvor han derefter stod han udenfor de britiske partier. Den 12. februar 2019 var han medstifter af Brexitpartiet, som han blev leder af den 22. marts 2019.
Brexitpartiet vandt i alt 29 ud af Storbritanniens 73 pladser i Europa-Parlamentet, og blev dermed klart det største britiske parti. Partiet havde derudover kandidater opstillet til Parlamentsvalget i Storbritannien den 12. december 2019 og vandt 2,0 % af stemmerne, hvilket dog ikke var nok til at få valgt medlemmer i Underhuset. Farage bekræftede i november 2019, at han ikke havde intentioner om at stille op til det britiske parlament, og var derfor ikke én af de i alt 275 opstillede kandidater for Brexitpartiet til valget.
Indtil 16. januar 2017 var Nigel Farage medformand for Gruppen for Europæisk Frihed og Direkte Demokrati. Derefter blev han formand for gruppen, og sad som formand indtil gruppens nedlæggelse i juni 2019.
Farage meddelte en måned før parlamentsvalget i Storbritannien 2024 at han ville tilbage til britisk politik. Han stillede op i valgkredsen Clacton og blev ved valget for første gang valgt til det britiske parlament. Valgkredsen havde tidligere repræsentaret Det Konservative Parti, men Farage opnåede ved valget den 4. juli 2024 46,4 % af stemmerne i kredsen foran med den konservative kandidat på andenpladsen med 27,9 % af stemmerne.